# Basket-ball aux Jeux des îles de l'océan Indien 2015
Navigation
Édition précédente Édition suivante
Le basket-ball est l'une des quatorze disciplines sportives au programme des Jeux des îles de l'océan Indien 2015, la neuvième édition des Jeux des îles de l'océan Indien, qui se déroule à La Réunion en août 2015. Les épreuves se disputent au complexe sportif municipal du Port.

## Calendrier des épreuves
| Basket-ball |

|  | Jour de compétition |  | Jour de finale |

## Médaillés
| Épreuves         | Or         | Argent     | Bronze     |
| ---------------- | ---------- | ---------- | ---------- |
| Tournoi masculin | La Réunion | Madagascar | Mayotte    |
| Tournoi féminin  | La Réunion | Madagascar | Seychelles |